# Regras de judo

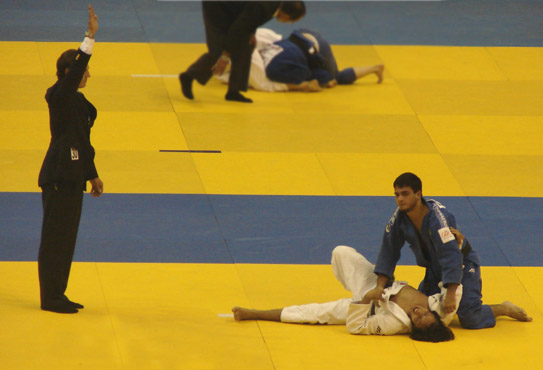
Árbitro concedendo um ippon

Este artigo descreve as regras de Judo. As secções principais do artigo descrevem as regras que se aplicam a qualquer situação na qual judo é praticado, e essas regras que se aplicam apenas nas competições de judo. Secções separadas descrevem a história das regras de judo, fornecem links para outras fontes de informação de regras de judo, e listam referências para este artigo.

## No treino e competição

### Segurança
- Intencionalmente ferir um oponente não é permitido.
- Esmurrar, chutar, e outros ataques não são permitidos.
- Tocar na cara do oponente não é permitido.
- Atacar articulações sem ser o cotovelo não é permitido.[1]
- Toque longo de cabelo para rapazes não é permitido.[2]
- A técnica conhecida como kawazu gake não é permitida.[3]
- A técnica conhecida como kani basami não é permitida
- Usar qualquer tipo de objeto duro ou metálico durante a competição não é permitido. A penalidade de violar esta regra é hansoku make (ver Penalidades, em baixo).[4] Isto inclui alianças, brincos, equipamento protetivo de plástico duro, elásticos de cabelo com partes de metal, relógios de pulso, e até botões de pressão nas cuecas.
- Para as judocas, cabelo com um maior comprimento deve ser preso ou num rabo de cavalo ou num coque (arrumado ou desarrumado). Uma t-shirt branca simples deve ser usada.

### Etiqueta
- Os participantes devem curvar-se antes de pisar o tapete.
- Os participantes devem curvar-se ao oponente antes e depois do treino ou competição.
- Comportamento inapropriado, como linguagem vulgar ou gestos corporais, não é tolerado.

## Apenas em competição
- Empatar não é permitido.
- Usar uma postura defensiva não é permitido.
- É exigido curvar na área de competição.
- Ataques falsos não são permitidos. Eles são considerados tentativas de contornar a proibição não-combatividade.
- Desrespeitar as ordens do juiz é proibido.

### Pontuação
As regras de pontuação em uso começando de 2017 são as seguintes:
- Atribuição de um ippon (一本) 'Um ponto completo'. Atribuir o ippon decide o vencedor e acaba o combate. Ippon é atribuído a um arremesso bem sucedido feito com controlo e poder, ou por uma imobilização que dure 20 segundos. Submissão por estrangulação ou aplicação de uma chave de braço na articulação do cotovelo também resulta em ippon.
- Atribuição de um waza-ari (技あり). 'Um meio ponto'. Atribuído por um arremesso bem sucedido que tem falta de um dos elementos a cima, ou por uma imobilização que dure 10 a 19 segundos. Com a exceção de 2017, dois waza-ari também ganham o combate (anunciado como "waza-azari awasete ippon," ou "waza-ari [com um waza-ari ganho anteriormente] faz ippon").

As regras seguintes já não estão em uso:
- Atribuição de um yuko. Uma pontuação de waza-ari foi considerada maior que qualquer número que yuko pontua. De 2008 a 2016; yuko foi a pontuação mais baixa que pode ser dada. Yuko foi removido da competição IJF em 2017.
- Atribuição de um koka (効果). Foi introduzido em 1975 e removido da competição IJF no fim de 2008. Qualquer número de pontuações koka não chegam a uma pontuação yuko.[5]

### Penalidades
Dois tipos de penalidades podem ser atribuídas. Um shido (指導; literalmente "orientação" ou "instrução") é atribuído por incumprimentos de regra menores. Um shido pode ser atribuído por um período prolongado de tempo de não-agressão. Mudança de regras recentes permitem que os primeiros shidos resultem apenas em avisos. Se houver um empate, o número de shidos para cada judoca não é usado para determinar o vencedor. Depois de três shidos serem dados, a vitória é dada ao oponente. Isto é um hansoku-make indireto, e não resulta em expulsão do torneio. A penalidade de hansoku make (反則負け; literalmente "perda de jogo sujo") é atribuída a incumprimentos de regra maiores, or por acumular três shidos. Se hansoku make for atribuído pelo incumprimento de regra maior, resulta não só na perda do combate, mas na expulsão do torneio. Nota: Antes de 2017, o 4º shido era hansoku make.

### Área de competição
A área de competição deve ser acolchoada com Tatame. O tamanho mínimo aceitável é 14m x 14m. O combate acontece numa zona de 8m x 8m a 10m x 10m dentro da área maior. O espaço ao redor age como uma zona de segurança. Quando duas áreas de competição estão lado a lado, deve haver pelo menos uma zona de segurança de 3 metros entre elas.

### Pegas
Regras relacionadas a pegas são primariamente motivadas pelo desejo de evitar empatar, para evitar proporcionar vantagem indevida, ou reduzir a chance de lesão.
- Deliberadamente evitar pegar não é permitido.[8]
- Numa posição em pé, não é permitido ter nenhuma pega sem ser a pega "normal" por mais de três a cinco segundos sem atacar. A pega "normal" é uma onde a mão direita pega alguma parte do lado esquerdo/direito do casaco do oponente (e a mão esquerda pega alguma parte do lado direito do casaco do oponente, vice versa) Uma pega não normal pode envolver segurar o cinto, ou as calças, ou o lado errado do casaco.[9] (Uma pega não-"padrão" é uma que não envolve a pega tradicional manga/colarinho. Não limites de tempo relacionados com a pega não-"padrão" desde que não sejam não-"normais".)
- Uma "pega pistola" na manga do oponente é permitida se o ataque imediato for lançado.[10]
- Não é permitido inserir os dedos na abertura da manga do oponente ou na abertura das calças em qualquer altura. É permitido inserir os dedos dentro das aberturas do próprio gi.
- Morder o gi do oponente é proibido, pois permite outro ponto de pega.
- Desde 2010, não é permitido agarrar as pernas ou calças, inicialmente, durante as tachi-waza (técnicas em pé). Desde 9 de fevereiro de 2013 não é permitido de todo tocar nas pernas do oponente durante tachi-waza. Além disso, se duas mãos forem usadas para quebrar uma pega, é legal só se pelo menos uma mão manter a pega na mão/manga.[11]

### Idade
As competições de judo tipicamente têm algumas regras de segurança relacionadas à idade: estrangulamentos são proibido abaixo de uma certa idade (tipicamente 13), e chaves de braço são proibidas abaixo de uma certa idade (tipicamente 16).
A duração dos combates também é dependente da idade dos competidores. A duração é tipicamente três minutos para crianças, cinco minutos para adolescentes e jovens adultos, e três minutos para "mestres" (adultos com trinta anos ou mais).

### Gi
Regras relacionadas ao gi são primeiramente relacionadas ou com segurança ou para impedir os participantes de usarem gis para impedir o seu oponente de ser capaz de lhe pegar.
- As mangas do casaco não são permitidas ser muito curtas: devem estender-se para baixo não mais de 5cm acima dos pulsos com os braços estendidos em frente do corpo.[13]
- As pernas das calças não são permitidas ser demasiado curta: devem estender-se para baixo não mais que 5cm acima do calcanhar.[14]
- Publicidade excessiva no gi deve ser evitada, e pode resultar em perda forçada se um gi apropriado não poder ser encontrado.

### Tratamento médico, doença, e lesão
As regras oficiais da Federação Internacional de Judo relacionadas à provisão de tratamento médico e o tratamento correto de situações envolvendo doença ou lesão são relativamente longas e envolvidas, visto que a natureza e causa exata de uma lesão pode sem si afetar a atribuição do combate, e visto que receber alguns tipos de tratamento médico, mas não outros, automaticamente acabam o combate. Esta última parte faz necessário algum tipo de entendimento por parte dos atendentes médicos deste aspeto complexo das regras de judo. A equipa médica não é permitida entrar na área de luta sem permissão do juiz do tapete, e se um concorrente receber tratamento médico ele automaticamente desiste do combate. Sangramento do nariz, por exemplo não pode ser tratado pela equipa médica; o concorrente deve resolver isso sozinho com materiais fornecidos pela equipa médica. O procedimento correto é encher as narinas de bolas de algodão, enquanto se aplica fita à volta da cabeça. Se o participante for proferido inconsciente sem uma técnica de estrangulamento, e for incapaz de acordar, a equipa médica tem de agir imediatamente e não podem esperar pelo consentimento do participante; ele ou ela desiste automaticamente do combate. Um participante pode ignorar qualquer lesão que tenha, e continuar a lutar. Isto requer que não tenha nenhum desconforto para o oponente, e.g. sangrar para um oponente pode causar penalidades. Se houve três tentativas de parar o sangramento, sem efeito, o combate é cancelado.

## História
- Efeito das estratégias russas de pega nas regras relacionadas a pegas.[15]
- A técnica conhecida como kani basami foi banida em 1980 depois de Yasuhiro Yamashita partir uma perna.
- Motivação para banir mergulhos de cabeça